# Farmakofor
Farmakofor je apstraktni opis molekulskih osobina koje su neophodne za molekulsko prepoznavanje liganda od strane bioloških makromolekula. IUPAC definiše farmakofor kao „ansambl sternih i elektronskih osobina koje su neophodne kako bi se osigurala optimalna supramolekulska interakcija sa specifičnim biološkim ciljem i inicirala aktivacija (ili blokada) njegovog biološkog odgovora“.

Farmakofore je uspostavio Lemont Kier, koji je prvi pomenuo ovaj koncept 1967, i naknadno ga koristio u knjizi o teorijskim aspektima razvoja lekova. Razvoj ovog koncepta se često pogrešno pripisuje Polu Erlihu, mada ga on u svom radu nije koristio.
U modernoj računarskoj hemiji, farmakofori se koriste za definisanje esencijalnih osobina jednog ili više molekula sa istom biološkim dejstvom. Baze podataka s velikim brojem hemijskih jedinjenja se zatim mogu pretraživati da bi se našli dodatni molekuli koji poseduju istu grupu osobina lociranih na sličnom međusobnom rastojanju, usmerenih u približno istom pravcu, i sa sličnim sveukupnim oblikom molekula.
Tipične farmakoforne osobine su hidrofobnost, aromatičnost, primalac vodonične veze, davalac vodonične veze, katjon, i anjon. Ove osobine moraju da se preklope sa različitim hemijskim grupama sličnih osobina, da bi se identifikovali novi ligandi. Interakcije receptorskih liganda su tipično „polarno pozitivne“, „polarno negativne“ ili „hidrofobne“. Dobro definisan farmakoforni model sadrži hidrofobne prostore i vektore vodoničnih veza.

## Dodatana literatura
- Gner, Osman F. (2000). Pharmacophore perception, development, and use in drug design. La Jolla, Calif: International University Line.
- Gerd Folkers; Thierry Langer; Remy D. Hoffmann; Raimund Mannhold; Hugo Kubinyi (2006). Pharmacophores and Pharmacophore Searches (Methods and Principles in Medicinal Chemistry). Chichester: John Wiley & Sons.
- L.B. Kier (1971). MO Theory in Drug Research. New York: Academic Press. стр. 164—169.

## Spoljašnje veze
Postoji više računarskih programa koji omogućavaju definisanje farmakofora koristeći niz metoda računarske hemije. Neki od njih su:
- Архивирано на веб-сајту  (12. децембар 2010)
- MOE